# Artefatti cognitivi
L'espressione artefatti cognitivi (o manufatti cognitivi) sottende un concetto introdotto dal matematico sudafricano Seymour Papert che raggruppa gli oggetti e i dispositivi che facilitano lo sviluppo di specifici apprendimenti. Il termine è stato usato anche in contesto filosofico, per indicare quegli oggetti fisici che contribuiscono funzionalmente allo svolgimento di un compito cognitivo (Fasoli 2019). 

## Approfondimento
L'uso di manufatti cognitivi è necessario perché, rispetto al costruttivismo, il costruzionismo prevede che il processo di apprendimento sia un processo di costruzione di rappresentazioni più o meno corrette e funzionali del mondo con cui si interagisce.
L'idea di base è che la mente, per apprendere, ha bisogno di costruire e maneggiare materiali, oggetti reali, dispositivi. Ciò vale a qualunque età, si sia bambini, adolescenti o adulti. Il procedimento che si usa deriva quindi dal bisogno di procedere per prove ed errori, attraverso una serie di tentativi di rappresentazione del mondo che ci circonda. L'apprendimento si sviluppa quindi con la discussione, l'analisi, il confronto, l'esposizione, il sondaggio, l'ammirazione, la costruzione e lo smontaggio e la ricostruzione degli artefatti cognitivi.
La genesi dell'idea si deve all'osservazione, da parte di Papert, delle attività di alcune tribù africane in cui i bambini costruivano delle case in scala o altri piccoli manufatti in giunco. Prendendo spunto da questa osservazione, Papert sviluppa l'idea che anche la mente, come il costruttore generico, ha bisogno di materiali appropriati per poter generare un'idea.

## Oltre Papert
Secondo Donald Norman gli artefatti cognitivi sono strumenti di pensiero che completano le capacità della nostra mente rafforzandone i poteri. Norman sottolinea la dualità del concetto: infatti, da un lato i manufatti cognitivi agiscono verso l'interno, come strumenti riflessivi, in grado di mettere ordine nella conoscenza e promuovere lo sviluppo e il potenziamento dell'intelligenza; d'altro canto, essi assolvono anche una funzione pragmatica ed esperienziale, orientata verso l'esterno, come strumenti in grado di agire sul mondo e sull'ambiente. 
Anche secondo Jerome Bruner l'artefatto cognitivo è necessario all'apprendimento. Oltre all'apprendimento, Bruner lo lega anche alla conoscenza in senso lato, indicando come artefatti cognitivi gli appunti dei notes, i brani sottolineati nei libri, le informazioni memorizzate nel computer e così via.

## I campi di applicazione
Il concetto degli artefatti cognitivi trova la sua più ovvia applicazione nel campo dell'insegnamento. In particolare, oltre all'insegnamento classico, uno dei percorsi più tipici di applicazione degli artefatti cognitivi è l'e-learning e in particolare l'analisi, la creazione e l'uso delle interfacce uomo-macchina o, più in particolare, delle interfacce studente-sistema di autoapprendimento.
Gli artefatti cognitivi possono però essere riutilizzati come metodologia creativa e comunicativa nei più disparati campi delle relazioni umane, anche in un campo che potrebbe sembrare lontano come la cucina.
Il concetto dell'artefatto cognitivo è anche l'idea base per gli studi per lo sviluppo dell'One Laptop Per Child (OLPC, poi rielaborati di Alan Kay e completati da Nicholas Negroponte.